# أليساندرو ماتري

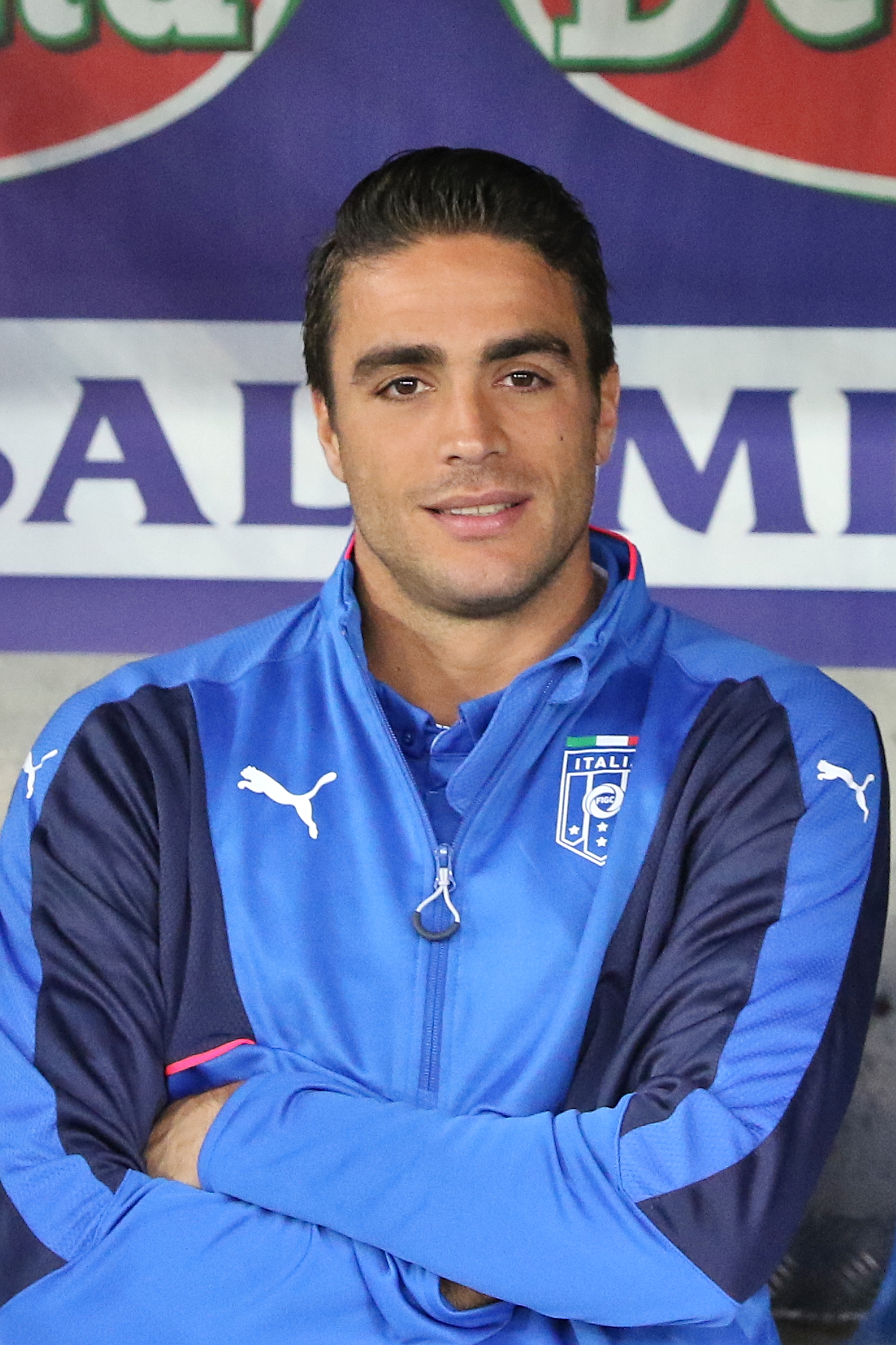

أليساندرو ماتري (بالإيطالية: Alessandro Matri)‏ (مواليد 19 أغسطس 1984 في مقاطعة لودي - إيطاليا) لاعب كرة قدم إيطالي سابق لعب للعديد من الأندية الإيطالية أبرزها نادي ميلان ويوفنتوس ولاتسيو.

## مسيرته الكروية
لعب أليساندرو ماتري خلال مسيرته الاحترافية مع 11 ناديًا في واحد وعشرون موسمًا وسجل خلالها 114 هدف ضمن 438 مباراة. حيث فاز في موسمين بالكأس وفي أربعة مواسم بالدوري.
خاض أليساندرو ماتري مسيرته مع نادي إيه سي ميلان في موسم 2002–03 واستمر معه طيلة ثلاثة مواسم، مشاركًا في 16 مباراة سجل خلالها هدفًا واحدًا. ثم انتقل إلى نادي براتو في موسم 2004–05 لمدة موسم واحد، حيث شارك في 32 مباراة سجل خلالها 5 أهداف. لينتقل بعدها إلى نادي لوميتساني في موسم 2005–06 لمدة موسم واحد، مشاركًا في 32 مباراة سجل خلالها 13 هدفًا. ثم انتقل إلى نادي ريميني في موسم 2006–07 لمدة موسم واحد، مشاركًا في 28 مباراة سجل خلالها 4 أهداف. هذا وانتقل لاحقًا إلى نادي كالياري في موسم 2007–08 ليلعب معه أربعة مواسم، مشاركًا في 125 مباراة سجل خلالها 36 هدفًا. ثم انتقل بعدها إلى نادي يوفنتوس في موسم 2010–11 في المرة الأولى واستمر معه طيلة ثلاثة مواسم ثم في موسم 2014–15 لمدة موسم واحد، مشاركًا طوالها في 74 مباراة سجل خلالها 27 هدفًا. ليعود وينتقل من جديد، لكن هذه المرة إلى نادي فيورنتينا في موسم 2013–14 لمدة موسم واحد، مشاركًا في 15 مباراة سجل خلالها 4 أهداف. لينتقل بعدها إلى نادي لاتسيو في موسم 2015–16 لمدة موسم واحد، مشاركًا في 19 مباراة سجل خلالها 4 أهداف أيضًا. ثم لعب في نادي ساسولو في موسم 2016–17 واستمر معه طيلة ثلاثة مواسم، مشاركًا في 73 مباراة سجل خلالها 13 هدفًا. ليعود ويرتحل عنه إلى نادي بريشيا في موسم 2019–20 لمدة موسم واحد، مشاركًا في 8 مباريات ولم يسجل أي هدف.

## روابط خارجية
- أليساندرو ماتري على موقع الاتحاد الأوربي (الإنجليزية)
- أليساندرو ماتري على موقع قاعدة بيانات كرة القدم.إي يو (الإنجليزية)
- أليساندرو ماتري على موقع بيانات كرة القدم. دي إي (الألمانية)
- أليساندرو ماتري على موقع ليكيب (الفرنسية)
- أليساندرو ماتري على موقع ناشيونال فوتبول تيمز (الإنجليزية)
- أليساندرو ماتري على موقع Soccerway.com (الإنجليزية)
- أليساندرو ماتري على موقع عالم كرة القدم.نت (الإنجليزية)
- أليساندرو ماتري على موقع كووورة
- أليساندرو ماتري على موقع AS.com (الإسبانية)